# Policía estatal de Yucatán
La policía estatal de Yucatán es un cuerpo de policía responsable de la seguridad pública, tránsito y prevención del delito en la entidad federativa mexicana de Yucatán. Opera a través de la Secretaría de Seguridad Pública (S.S.P.), órgano administrativo centralizado del poder ejecutivo estatal y su sede central se encuentra ubicado en el Complejo de Seguridad que alberga también las sedes de la Fiscalía General del Estado y de la Fiscalía General de la República, al oeste de la ciudad de Mérida. 
Su operación territorial es conducida a través de los Centros Integrales de Seguridad Pública (CISP). Se encuentra dividida, para el ejercicio de cobertura logística y operativa a lo largo de la geografía yucateca, de cinco regiones: litoral-norte, sur, oriente, poniente y centro. 
Desde el año 2013 la Secretaría de Seguridad Pública opera en convenio con las policías de los 106 municipios del Estado, en un sistema de coordinación inter-institucional denominado Policía Coordinada.

## Marco jurídico

### Normatividad general

#### Constitución Política de los Estados Unidos Mexicanos
El artículo 21 de la Constitución Política de los Estados Unidos Mexicanos señala la competencia de las autoridades administrativas la aplicación de sanciones por las infracciones de los reglamentos gubernativos y de policía. A su vez, menciona en su párrafo noveno que:

La seguridad pública es una función del Estado a cargo de la Federación, las entidades federativas y los Municipios, cuyos fines son salvaguardar la vida, las libertades, la integridad y el patrimonio de las personas, así como contribuir a la generación y preservación del orden público y la paz social, de conformidad con lo previsto en esta Constitución y las leyes en la materia. La seguridad pública comprende la prevención, investigación y persecución de los delitos, así como la sanción de las infracciones administrativas, en los términos de la ley, en las respectivas competencias que esta Constitución señala. La actuación de las instituciones de seguridad pública se regirá por los principios de legalidad, objetividad, eficiencia, profesionalismo, honradez y respeto a los derechos humanos reconocidos en esta Constitución.

A su vez, las instituciones de seguridad pública deberán ser de carácter civil, disciplinado y profesional

#### Otras legislaciones generales
- Ley Nacional del Uso de la Fuerza
- Ley Nacional de Registro de Detenciones

### Normatividad local
- Constitución Política del Estado de Yucatán
- Código para la Administración Pública de Yucatán
- Ley del Sistema Estatal de Seguridad Pública

## Estructura

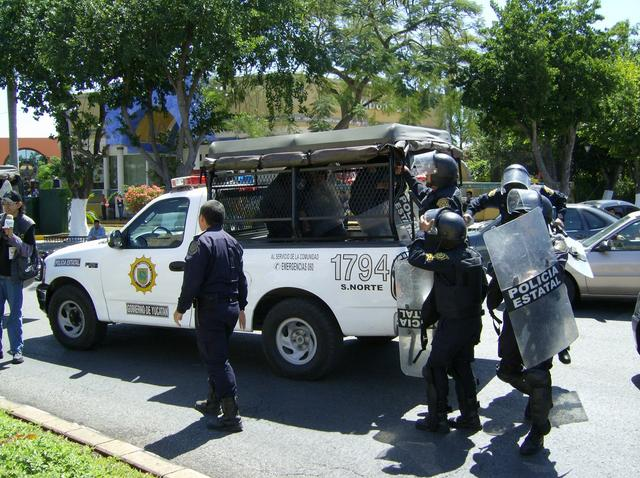
Un grupo de antidisturbios de la policía estatal de Yucatán desciende de una unidad para evitar posibles daños contra el Monumento a la Patria, ante la llegada de manifestantes contra la llegada del Presidente George W. Bush, en marzo de 2007.

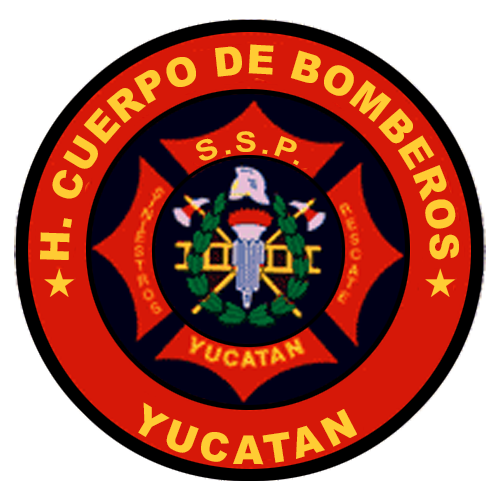
Escudo del Heroico Cuerpo de Bomberos de la Secretaría de Seguridad Pública, el cuerpo de bomberos pertenece a la dirección de Siniestros y Rescates de la misma corporación.

De conformidad al artículo 186 del Reglamento del Código para la Administración Pública del Estado de Yucatán, la Secretaría de Seguridad Pública se estructura de la siguiente manera:
- I. Oficina del Secretario de Seguridad Pública 
  - Secretaría Particular
  - Central de Mando
  - Coordinación de Asuntos Internos e Información Policial
  - Departamento de Atención Ciudadana
  - Departamento de Comunicación Social
  - Coordinación de Vigilancia General
  - Unidad de Hangares y Servicios Aéreos
  - Ayudantía

- II. Subsecretaría de la Policía Estatal de Caminos Peninsular
  - Dirección de Operación de los Centros Integrales de Seguridad Pública (CISP)
  - Dirección de Siniestros y Rescates
    - Unidad Metropolitana
    - Unidad Estatal
    - Unidad Marítina

- III. Subsecretaría de Seguridad Ciudadana
  - Dirección de Operación de los Sectores
  - Dirección Operativa
    - Grupo Especial Antimotines
    - Grupo de Operaciones Especiales contra Robos y Asaltos (G.O.E.R.A.)
    - Grupo motorizado para vigilancia de zonas bancarias, comerciales y empresariales
    - Unidad de Monitoreo e Inteligencia Policial (UMIPOL C5i)
    - Unidad de Policía Procesal
    - Unidad Canina (K9)
    - Unidad de Transportes

  - Unidad de Policía Vecinal

- IV. Subsecretaría de Servicios Viales
  - Dirección de Servicios Viales
    - Escuadrón de Motociclistas (Grupo Águilas)
    - Unidad de Policía Escolar
    - Unidad de Ambulancias
    - Unidad de Auxilio Vial
    - Departamento de Educación Vial

  - Dirección de Operativos Viales
    - Unidad de Patrullas Viales (Vialidad)
    - Unidad de Policía Turística
    - Unidad de Servicios Extraordinarios
    - Unidad de Salvamento y Arrastres
    - Departamento de Peritos de Tránsito
    - Departamento de Ingeniería de Tránsito

  - Juzgados de Vialidad

- V. Subsecretaría de la Policía Estatal de Investigación (P.E.I.)
  - Dirección de Policía Estatal de Investigación
    - Dpto. de Investigaciones y Mandamientos
    - Dpto. de Investigación de Delitos de Alto Impacto
    - Departamento de Investigación de Sectores y Foráneas

- - Dirección de la Policía Estatal de Investigación Especializada en la Escena del Crimen (P.E.I.E.E.C.)

- VI. Dirección General de Administración
  - Departamento de Recursos Humanos
  - Departamento de Depósito de Vehículos
  - Departamento de Mantenimiento Vehicular
  - Departamento de Servicios Generales
  - Departamento de Sistemas y Procedimientos de Control
  - Departamento Administratico
  - Departamento de Control Presupuestal
  - Departamento de Compras
  - Departamento de Almacén
  - Departamento del Registro de Control Vehicular
  - Departamento de Servicios Médicos
  - Departamento de Eventos Especiales

- VII. Dirección Jurídica 
  - Departamento de Asuntos Contenciosos
  - Departamento de Trámites Jurídicos y Seguimientos

- VIII. Órganos Desconcentrados
  - Instituto de Capacitación de las Corporaciones de Seguridad Pública
  - Patronato Pro-Hijo del Policía

## Rangos
De acuerdo al artículo 14, fracción I al XIII, del Manual de Vestuario e Identidad del Personal Policial de la Secretaría de Seguridad Pública del Estado de Yucatán y en concordancia con los artículos 39 y 40 de la Ley del Sistema Estatal de Seguridad Pública, estos son los rangos o escala jerárquica e insignias a portar entre elementos de la policía estatal.
Lo anterior, se homologa con lo estipulado en la Ley General del Sistema Nacional de Seguridad Pública en sus artículos 80 y 81, que estipula que las entidades federativas establecerán la organización jerárquica de las instituciones policiales con al menos, las siguientes escalas:
| Estado            | Comisarios        | Comisarios        | Comisarios     | Comisarios     | Comisarios     | Comisarios | Comisarios | Comisarios | Comisarios        | Inspectores       | Inspectores       | Inspectores    | Inspectores    | Inspectores    | Inspectores | Inspectores | Inspectores | Inspectores  | Oficiales    | Oficiales    | Oficiales | Oficiales | Oficiales | Oficiales  | Oficiales  | Oficiales  | Oficiales       | Escala básica   | Escala básica   | Escala básica   | Escala básica   | Escala básica   | Escala básica   | Escala básica   | Escala básica   | Escala básica | Escala básica | Escala básica | Escala básica |
| ----------------- | ----------------- | ----------------- | -------------- | -------------- | -------------- | ---------- | ---------- | ---------- | ----------------- | ----------------- | ----------------- | -------------- | -------------- | -------------- | ----------- | ----------- | ----------- | ------------ | ------------ | ------------ | --------- | --------- | --------- | ---------- | ---------- | ---------- | --------------- | --------------- | --------------- | --------------- | --------------- | --------------- | --------------- | --------------- | --------------- | ------------- | ------------- | ------------- | ------------- |
| Estado de Yucatán |                   |                   |                |                |                |            |            |            |                   |                   |                   |                |                |                |             |             |             |              |              |              |           |           |           |            |            |            |                 |                 |                 |                 |                 |                 |                 |                 |                 |               |               |               |               |
| Comisario General | Comisario General | Comisario General | Comisario Jefe | Comisario Jefe | Comisario Jefe | Comisario  | Comisario  | Comisario  | Inspector General | Inspector General | Inspector General | Inspector Jefe | Inspector Jefe | Inspector Jefe | Inspector   | Inspector   | Inspector   | Subinspector | Subinspector | Subinspector | Oficial   | Oficial   | Oficial   | Suboficial | Suboficial | Suboficial | Policía Primero | Policía Primero | Policía Primero | Policía Segundo | Policía Segundo | Policía Segundo | Policía Tercero | Policía Tercero | Policía Tercero | Policía       | Policía       | Policía       |               |

## Operaciones tácticas

### G.O.E.R.A.

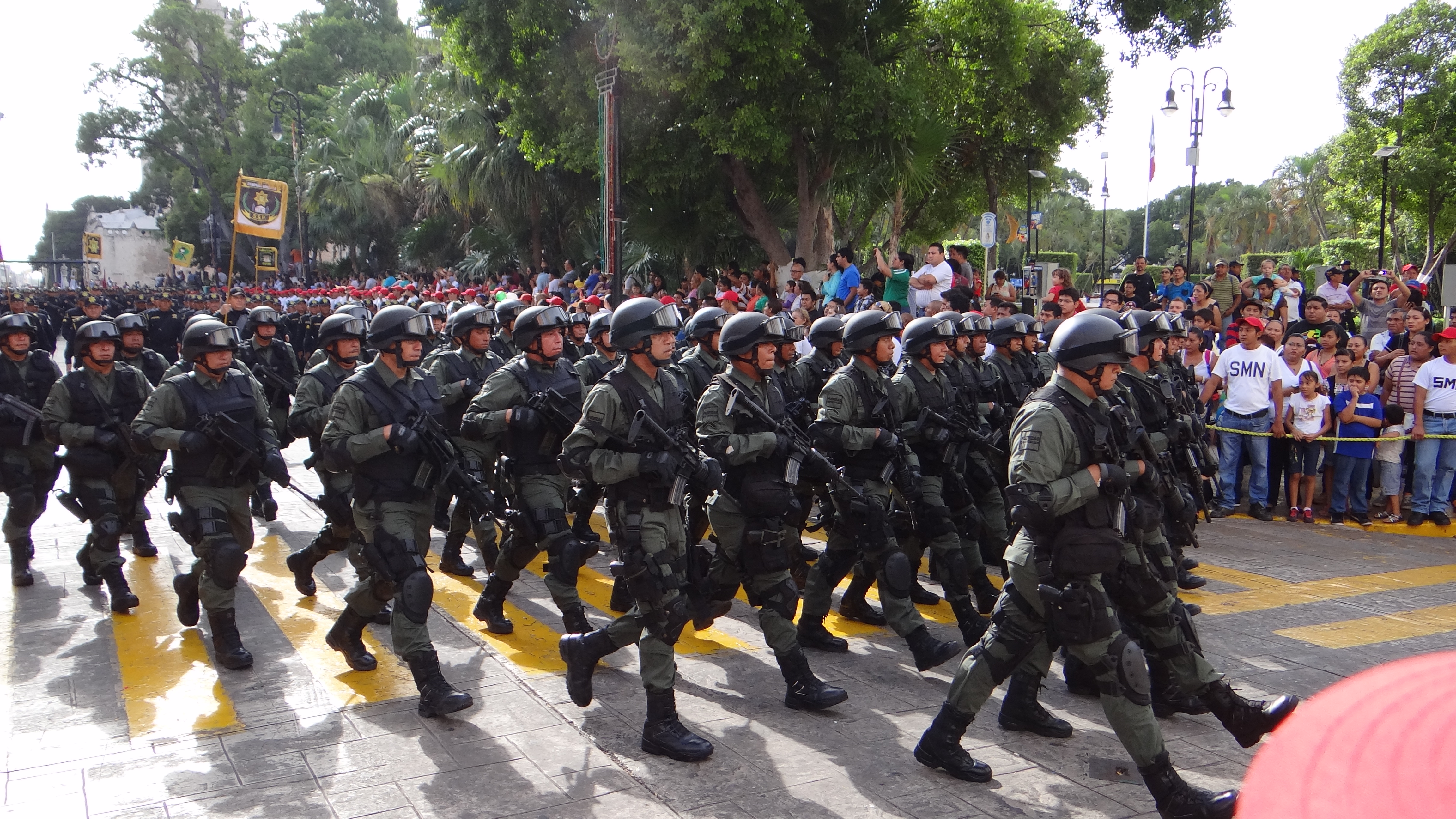
Agentes del GOERA en un desfile en Mérida armados con fusiles M4 y G36.

El Grupo de Operaciones Especiales contra Robos y Asaltos (comúnmente llamados G.O.E.R.A.) es un grupo táctico de la Policía Estatal. Fue creado en el año de 1999 con el objetivo de contar con una unidad de élite. Están capacitados en la realización de operativos rápidos y sorpresivos así como manejo de armas cortas y largas. Ha recibido entrenamiento y capacitación de fuerzas de seguridad de Israel, el FBI y de la SWAT de los Estados Unidos.

## Vehículos
Hasta el año 2015, la Policía Estatal contaba con un parque vehicular de aproximadamente 1,365 vehículos entre automóviles, camionetas, ambulancias, lanchas, un helicóptero y una avioneta.

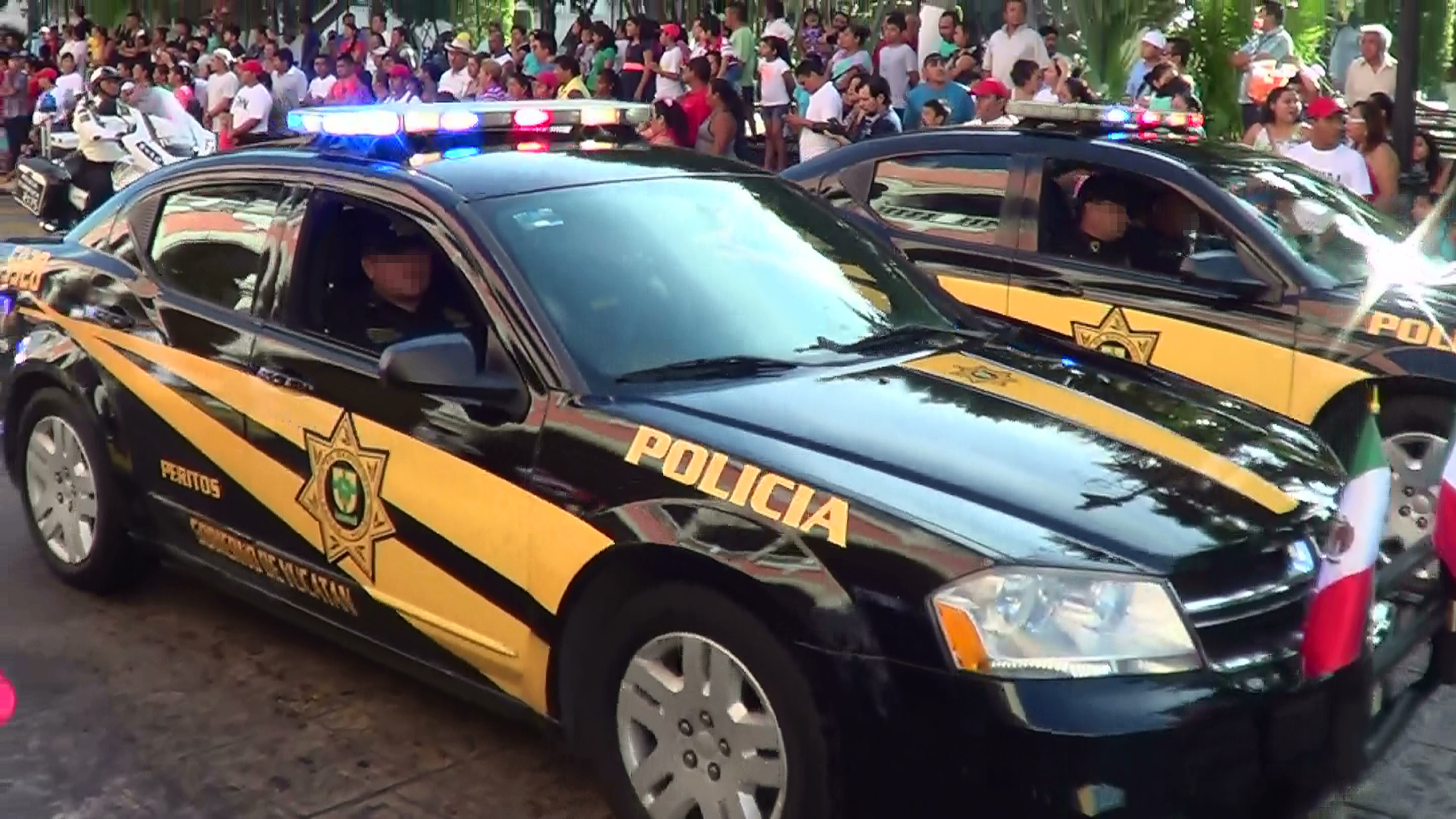
Dodge Avenger
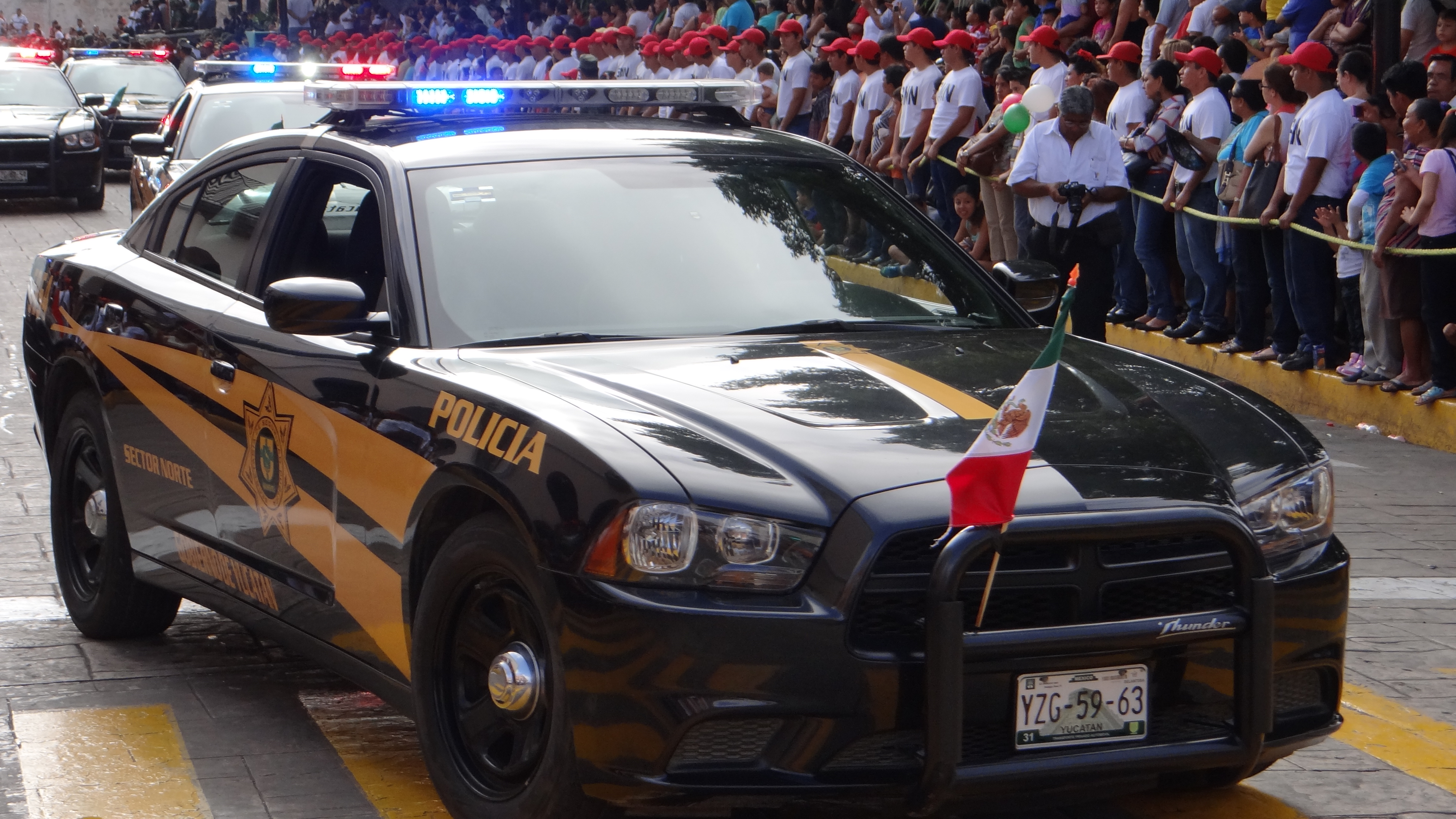
Dodge Charger
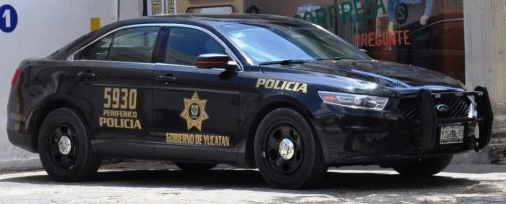
Ford Police Interceptor Sedán
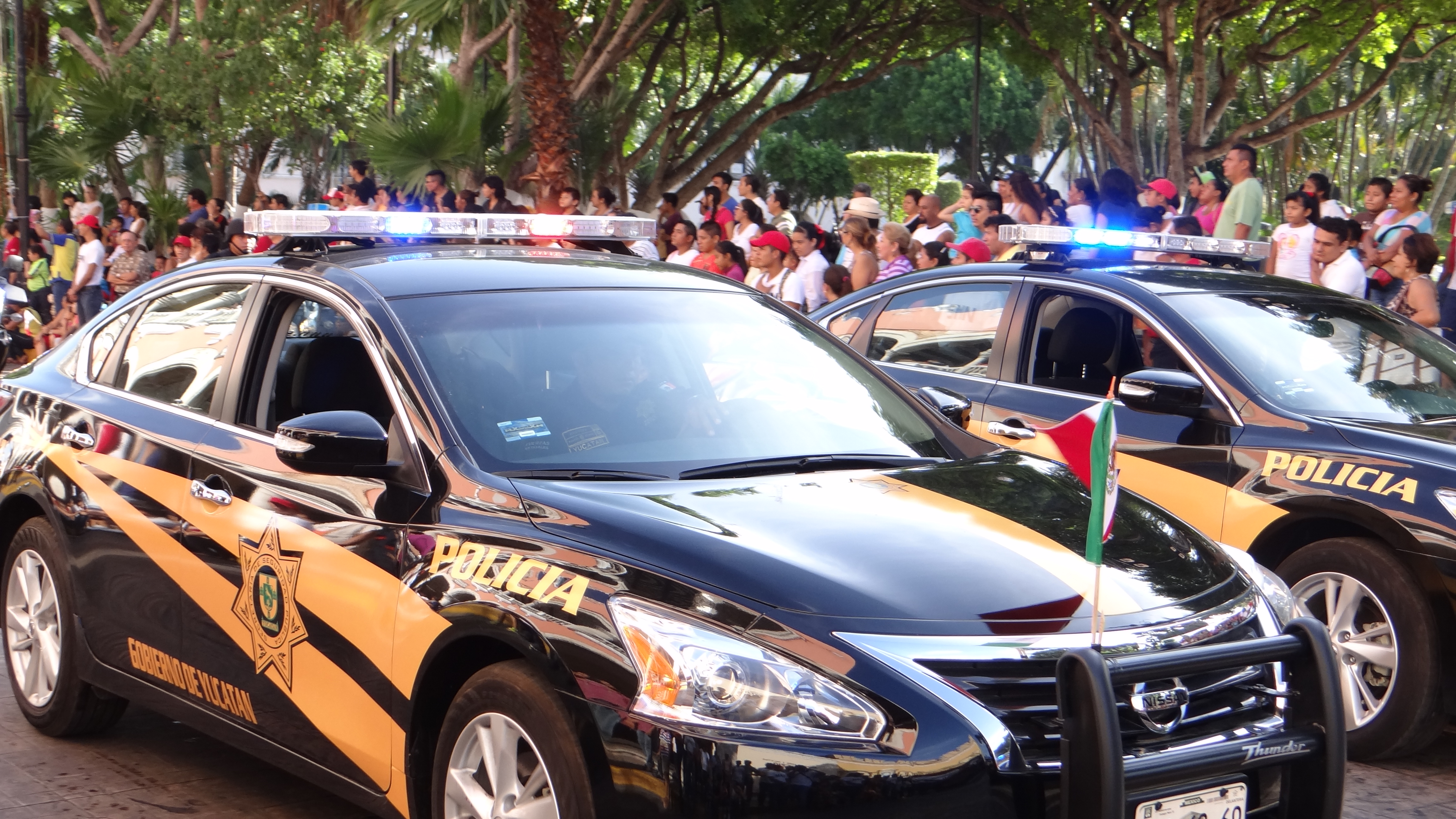
Nissan Altima
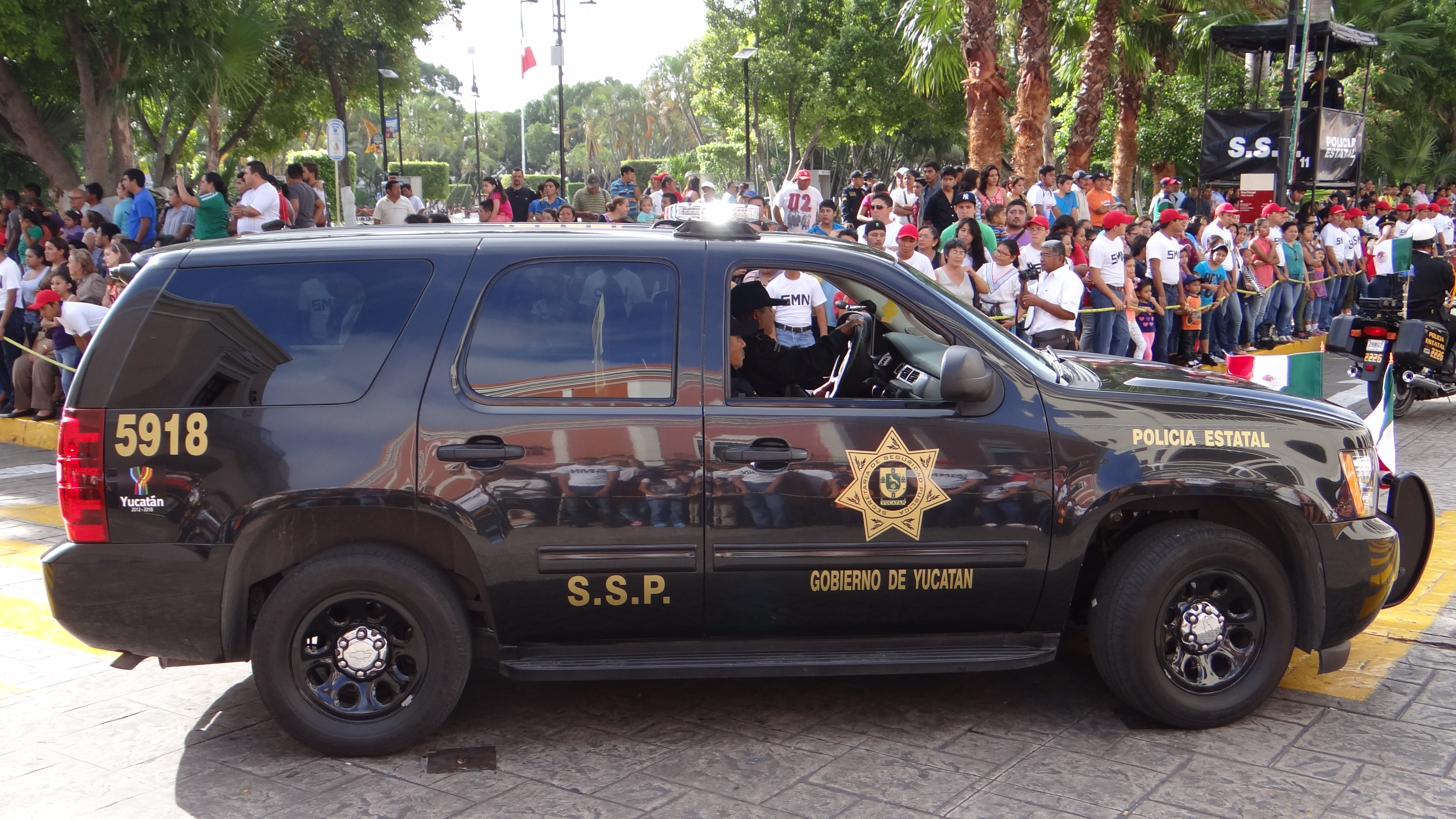
Chevrolet Tahoe
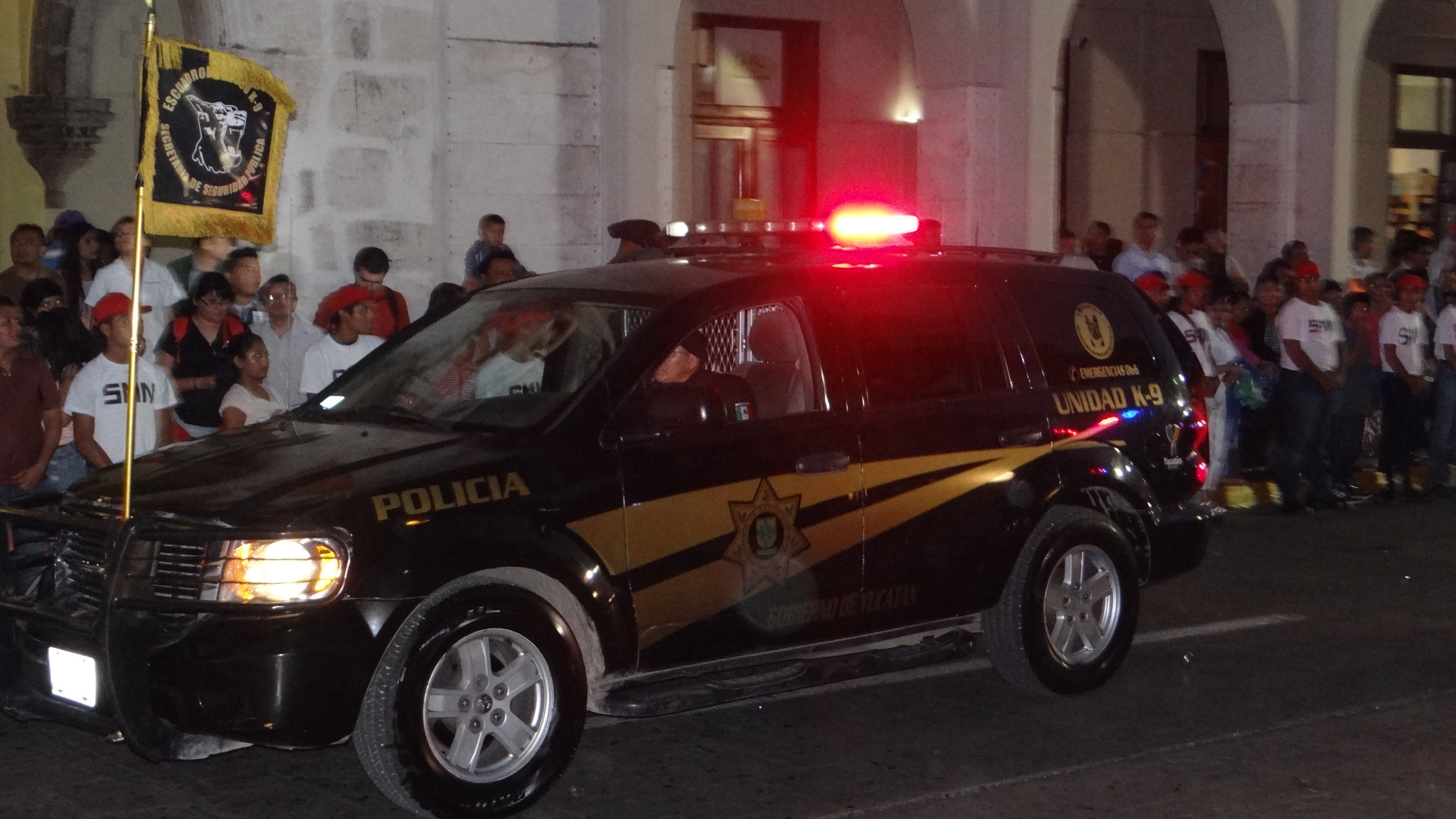
Dodge Durango
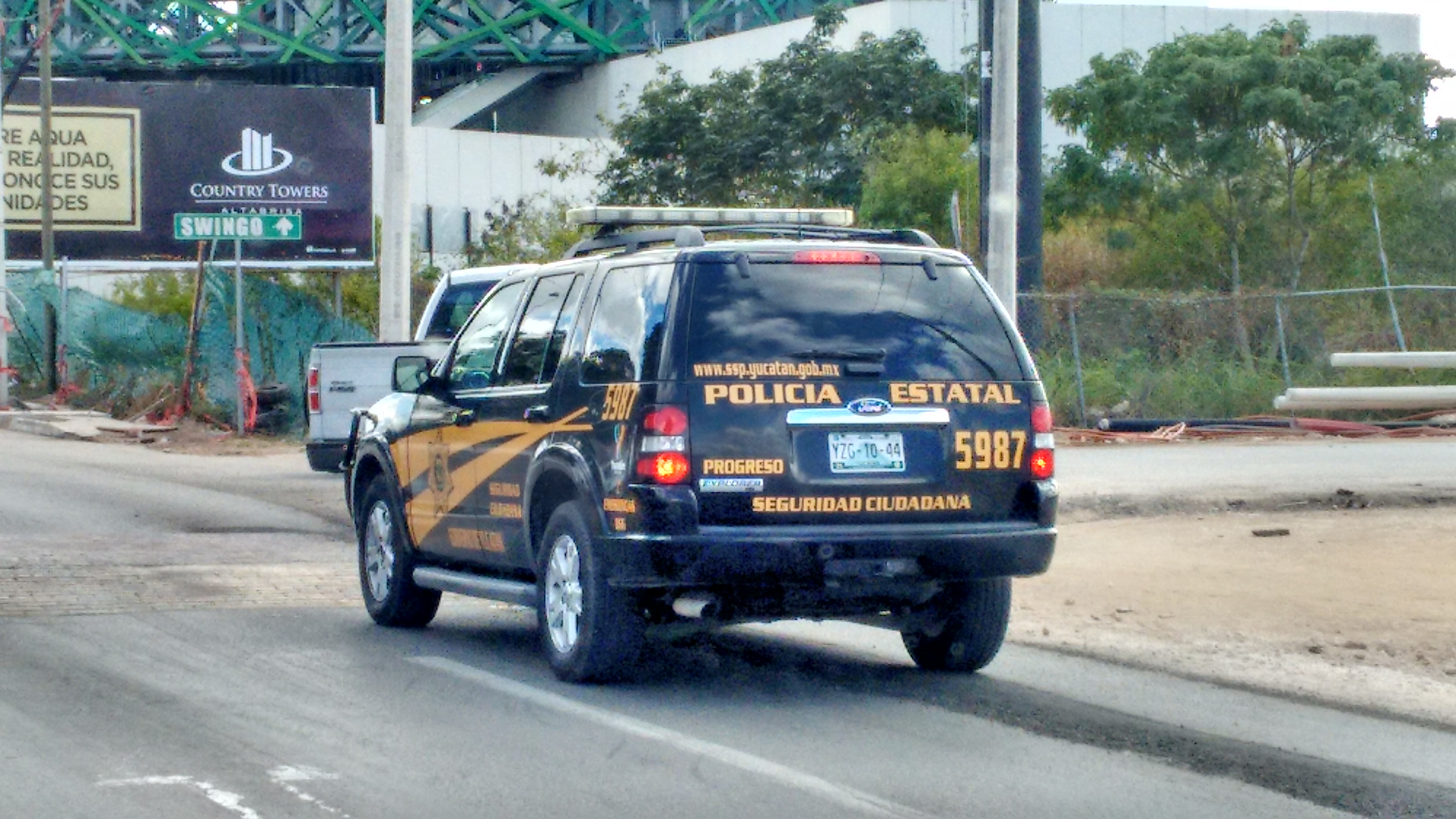
Ford Explorer
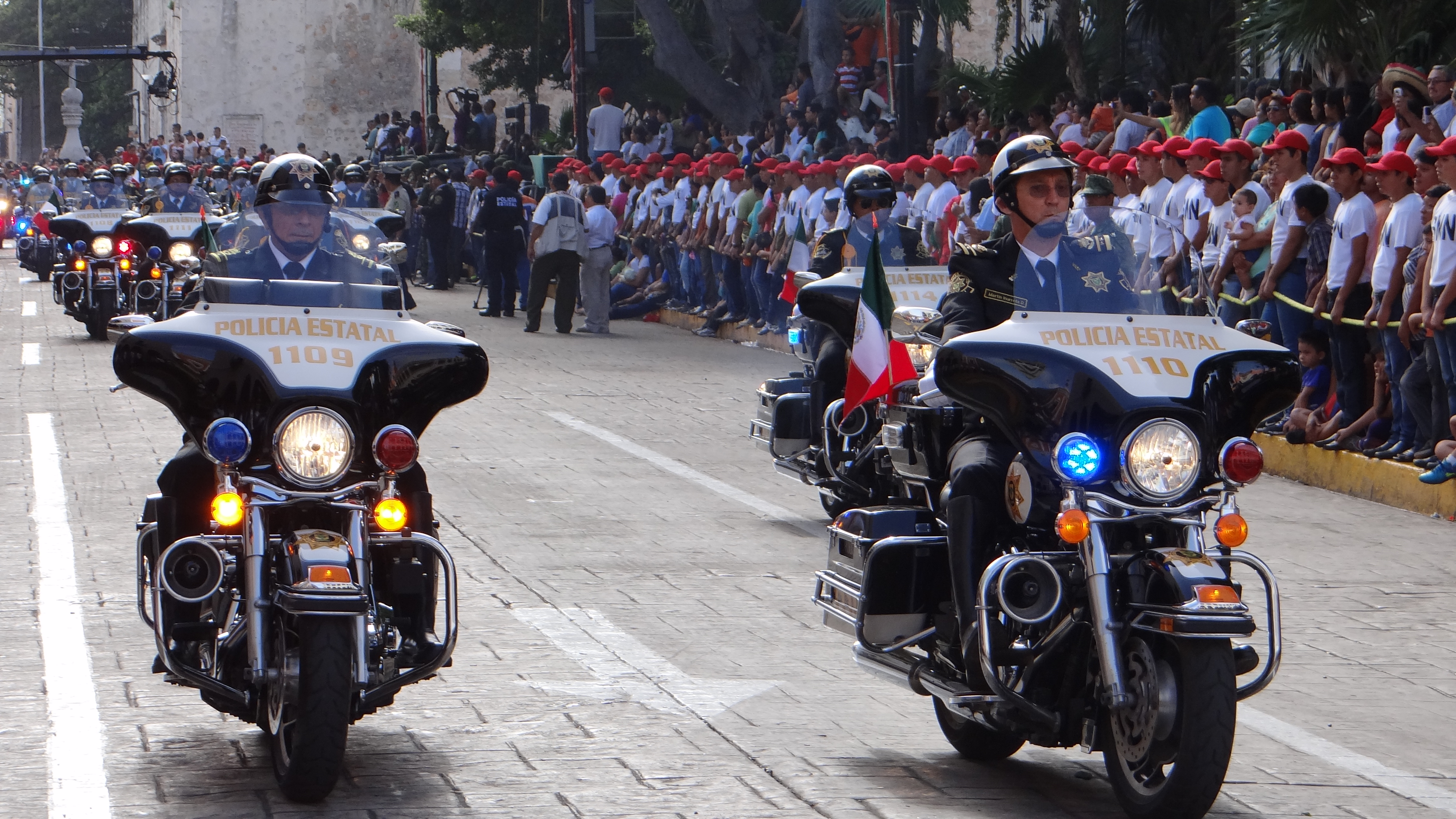
Harley Davidson Electra Glide
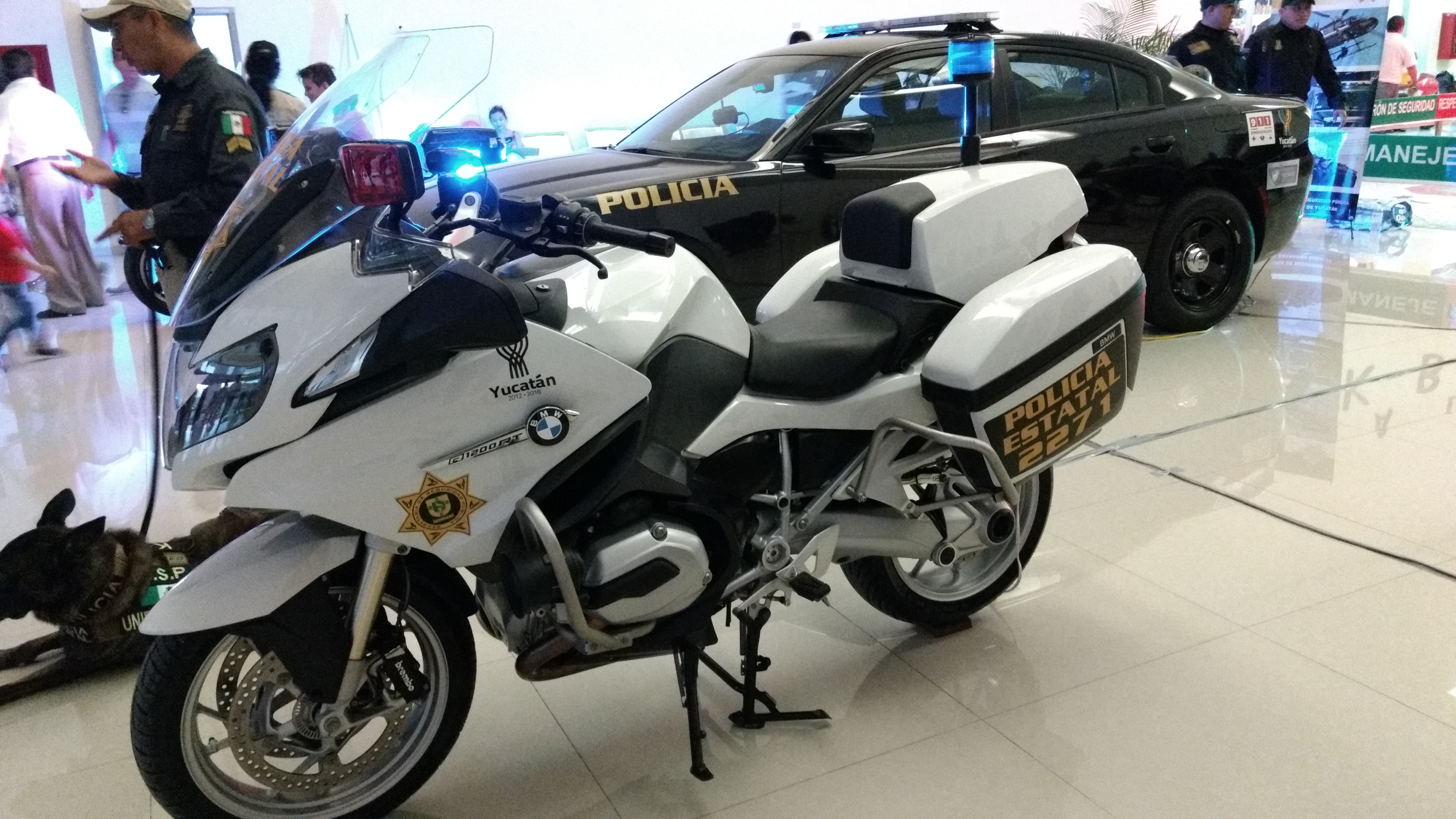
BMW R1200 RT
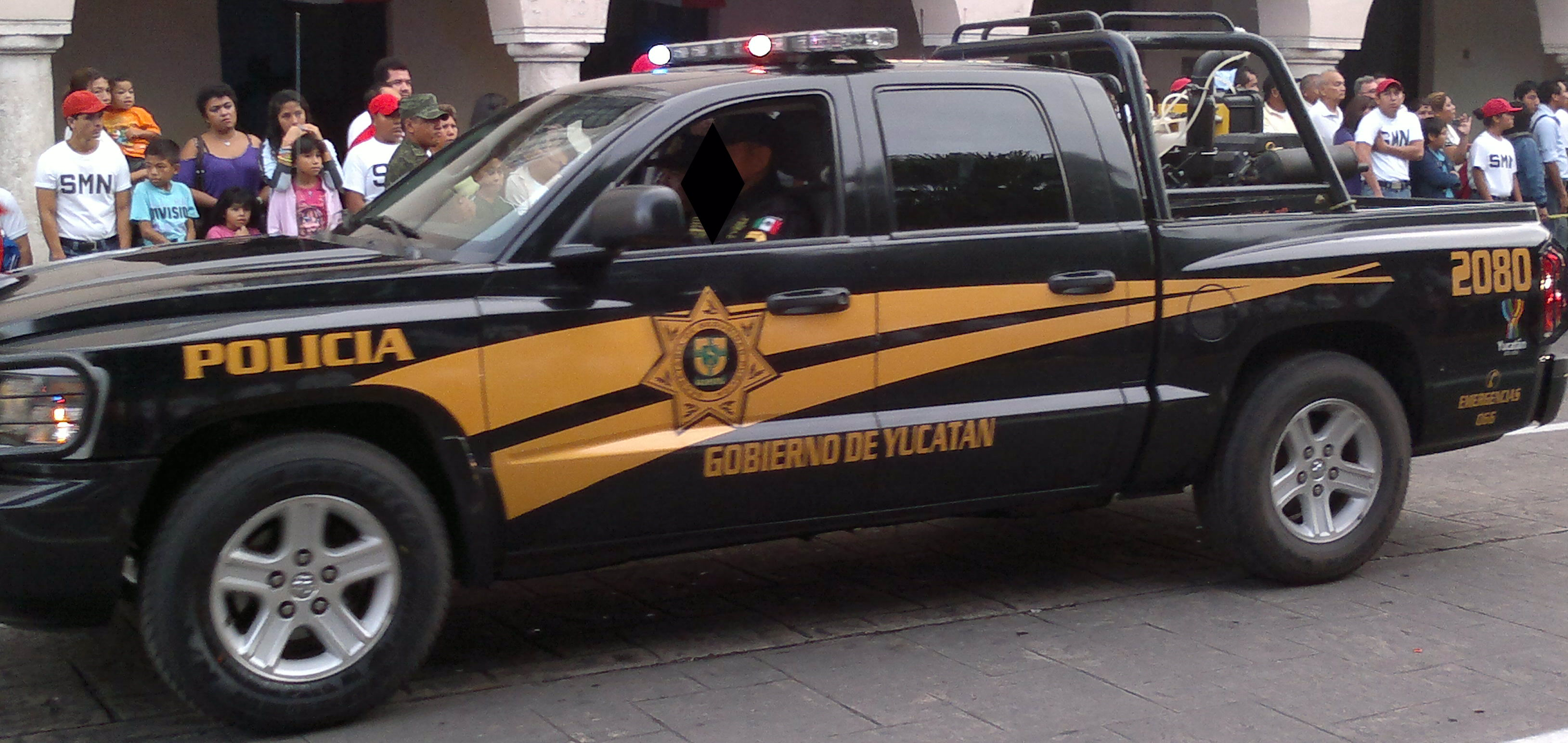
Dodge Dakota
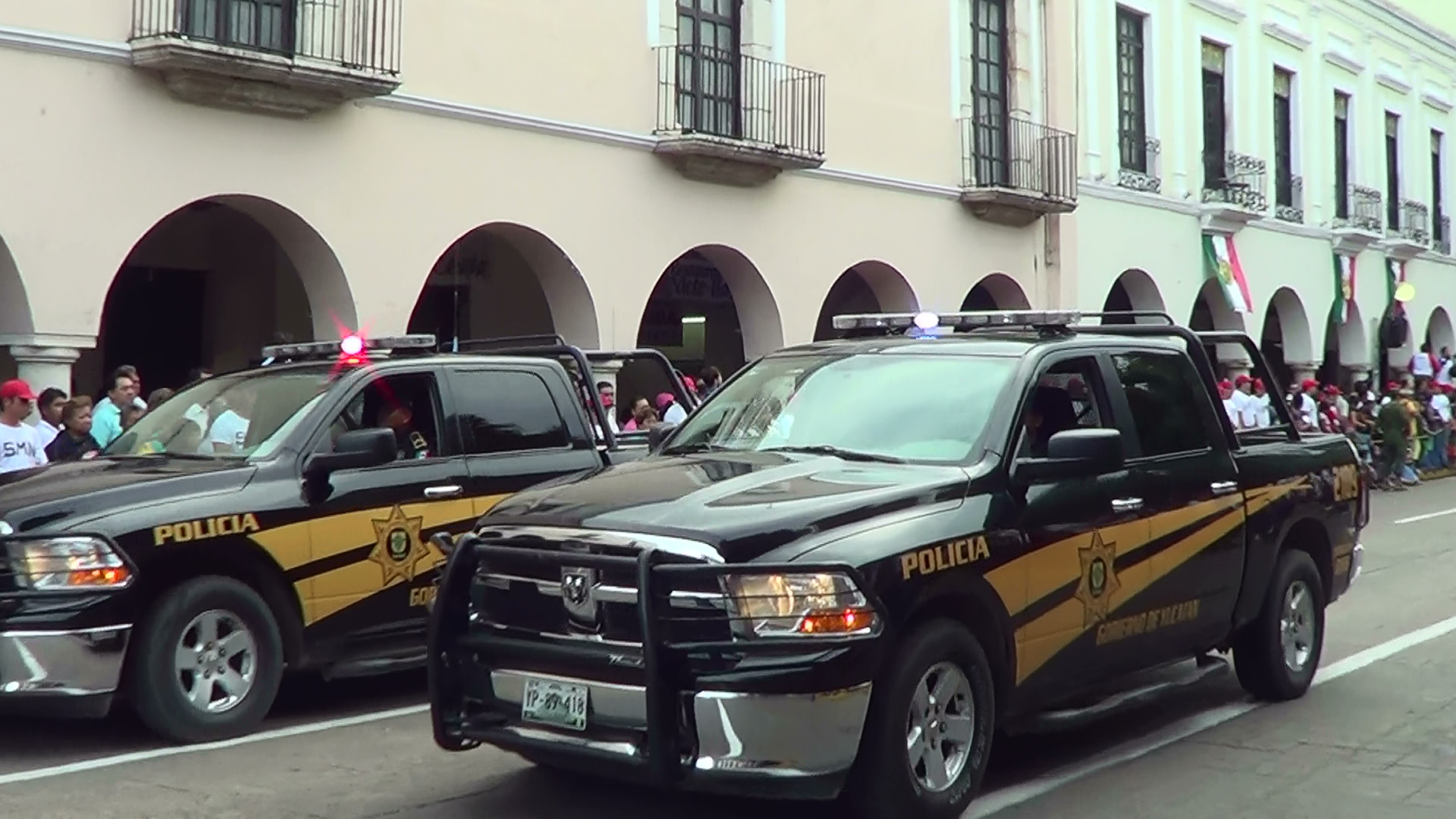
RAM 1500
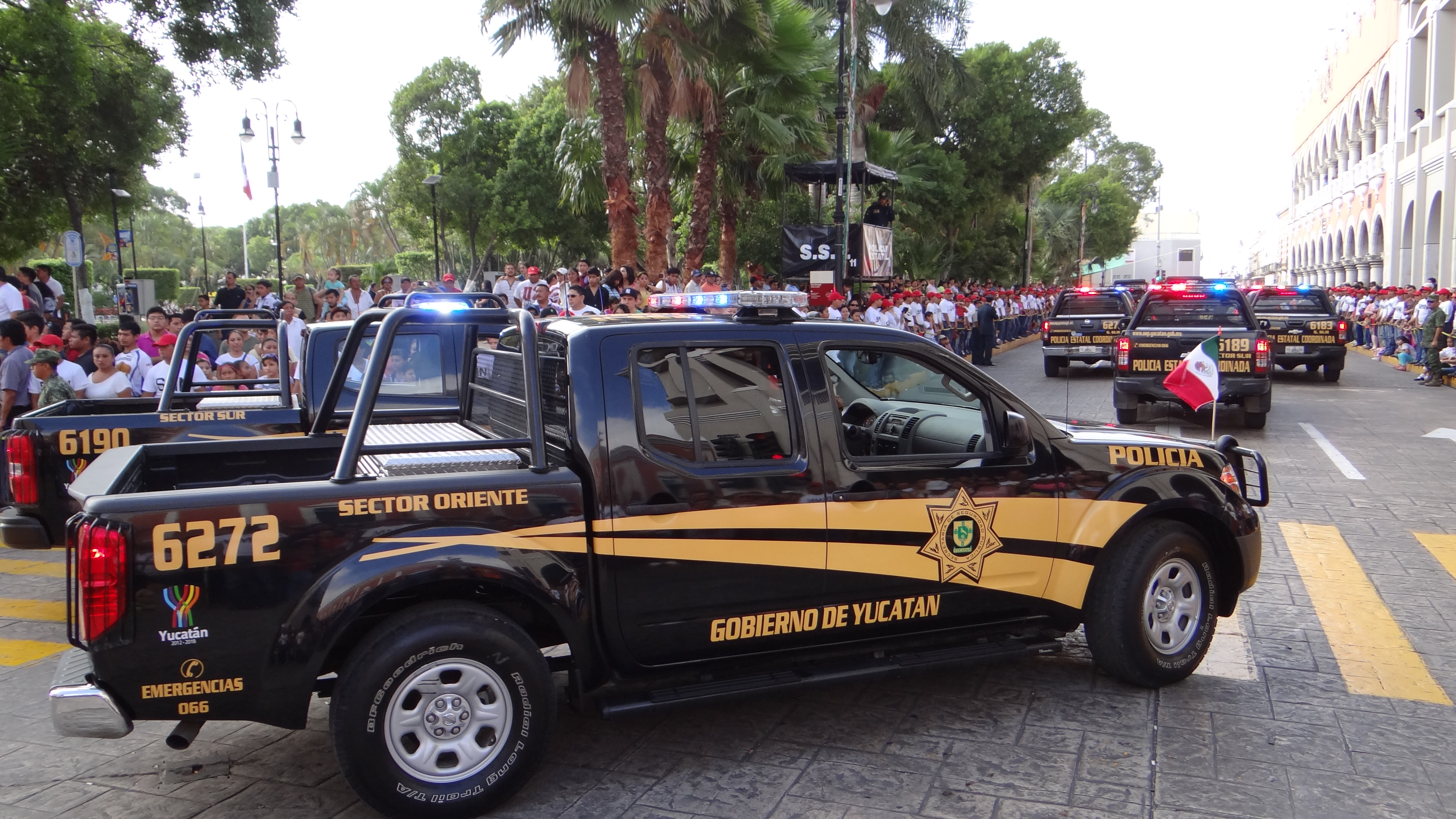
Ford Ranger
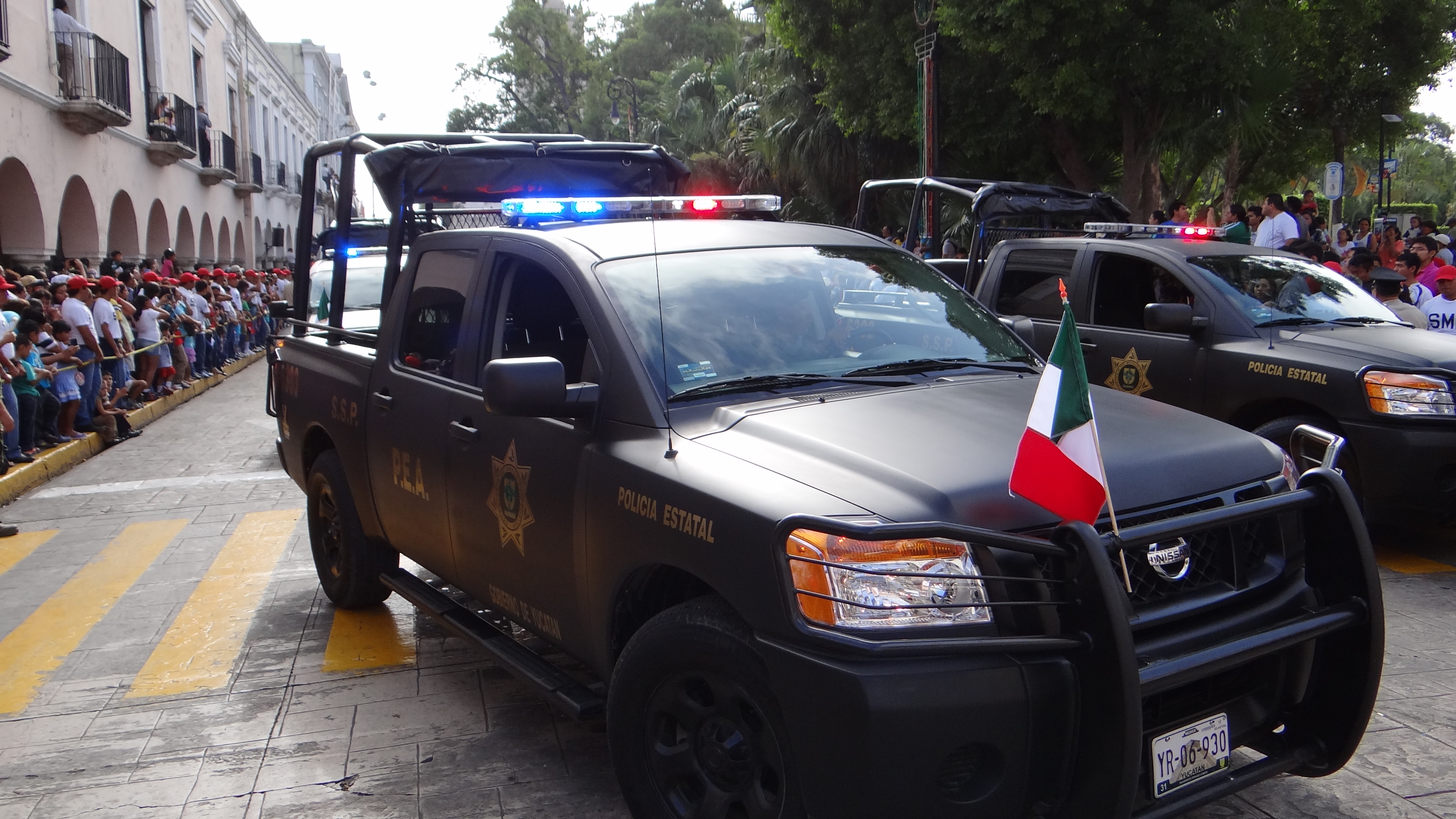
Nissan Titan
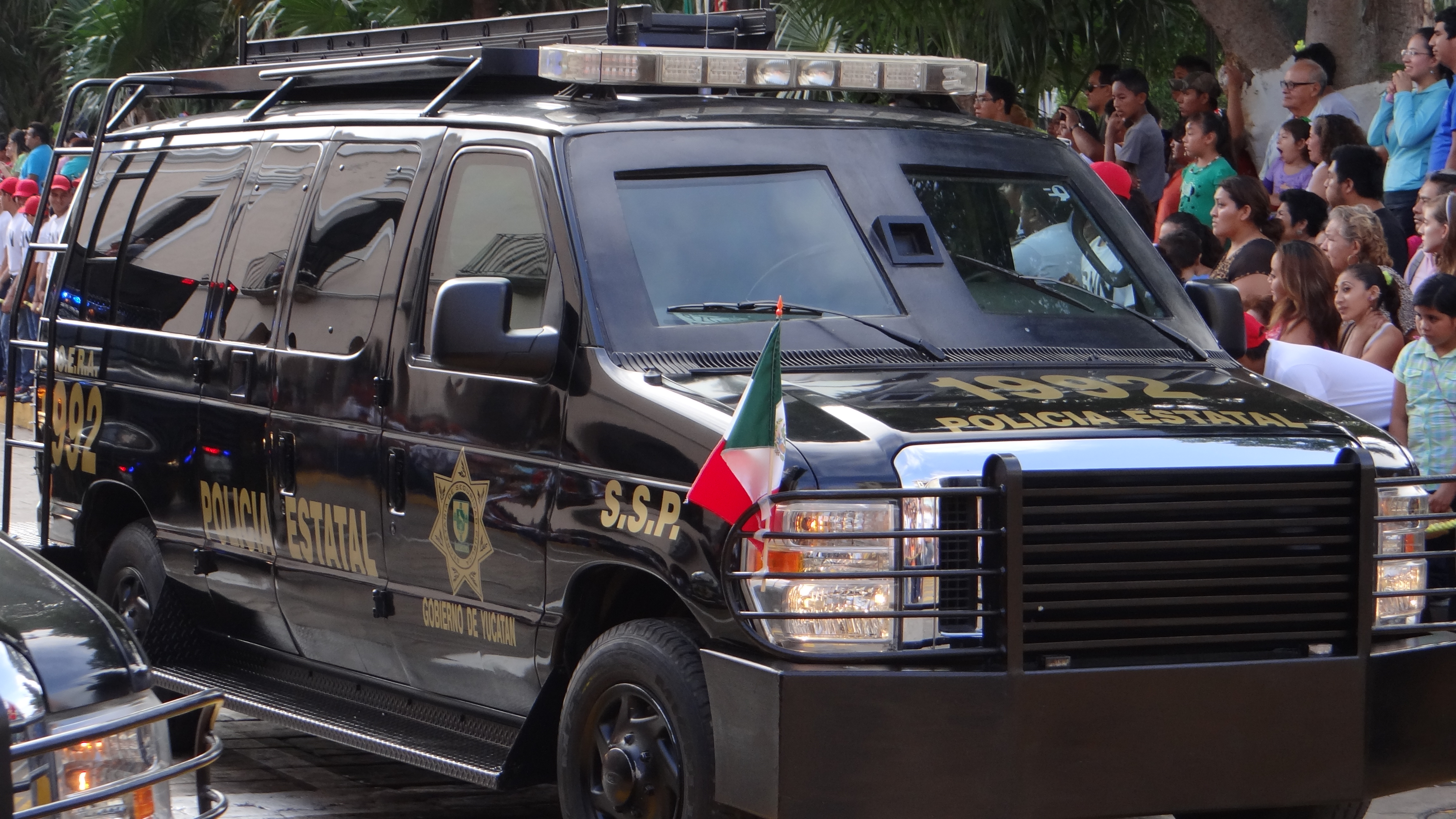
Ford Econolina
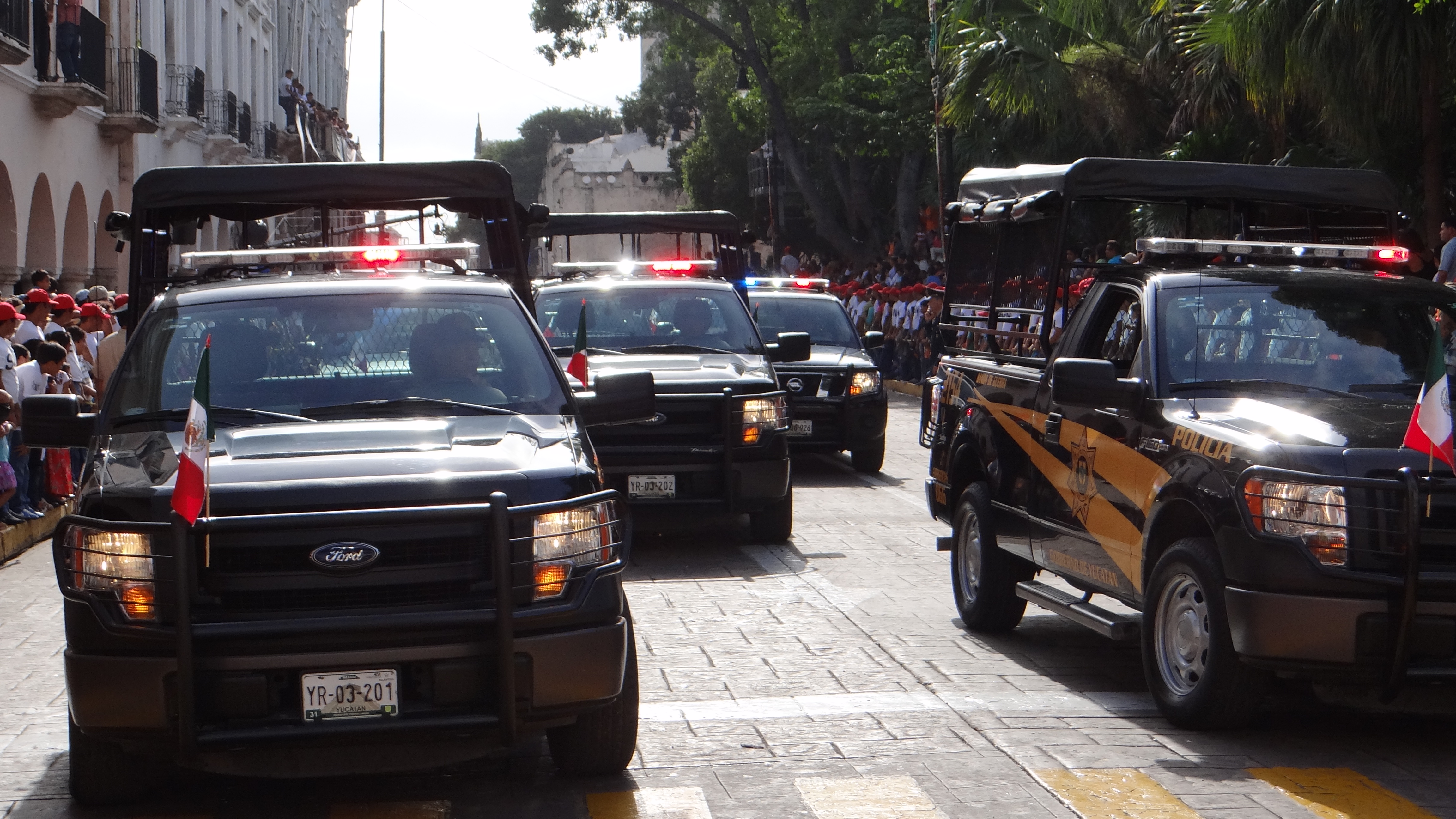
Ford F-150
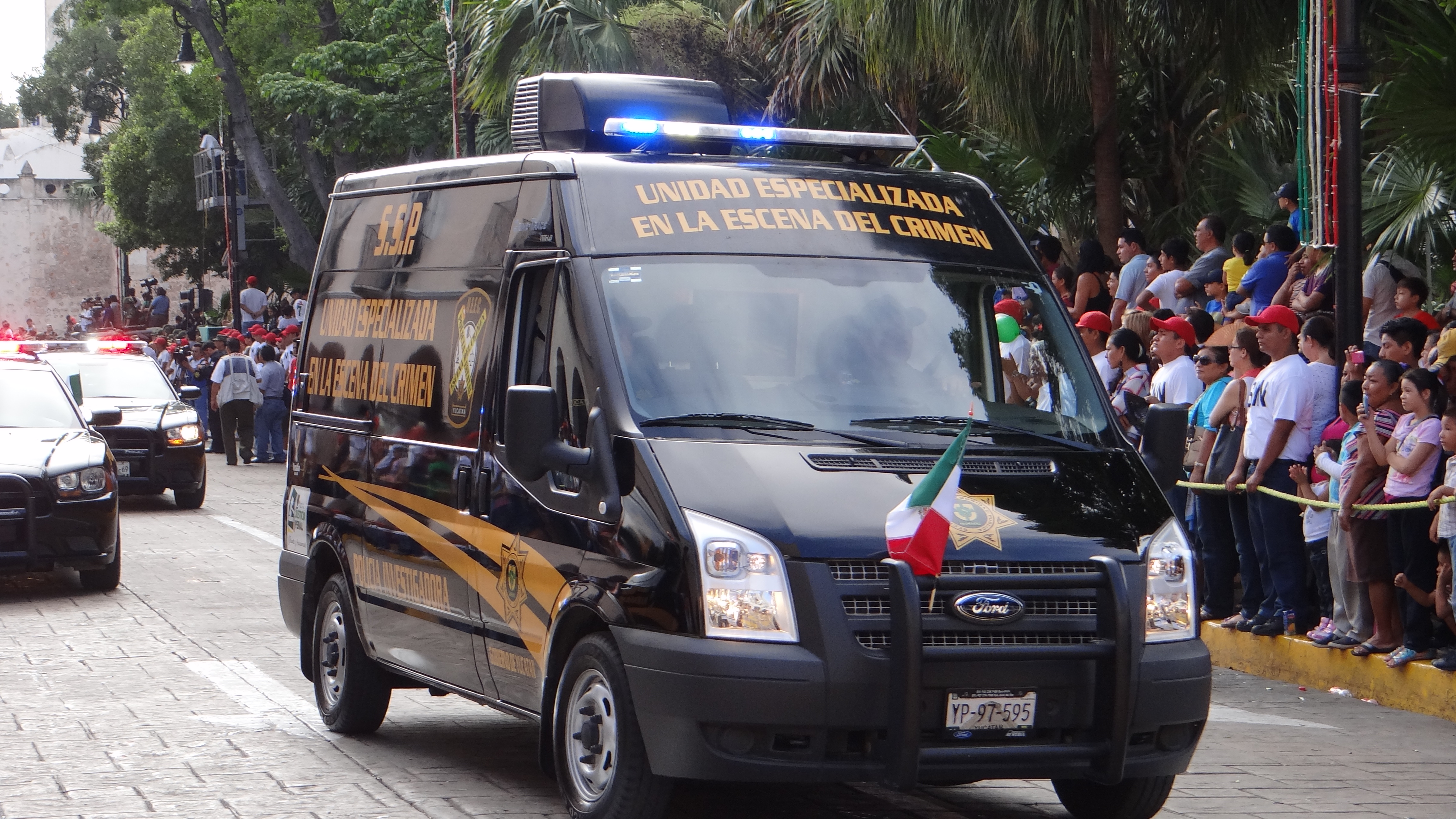
Ford Transit
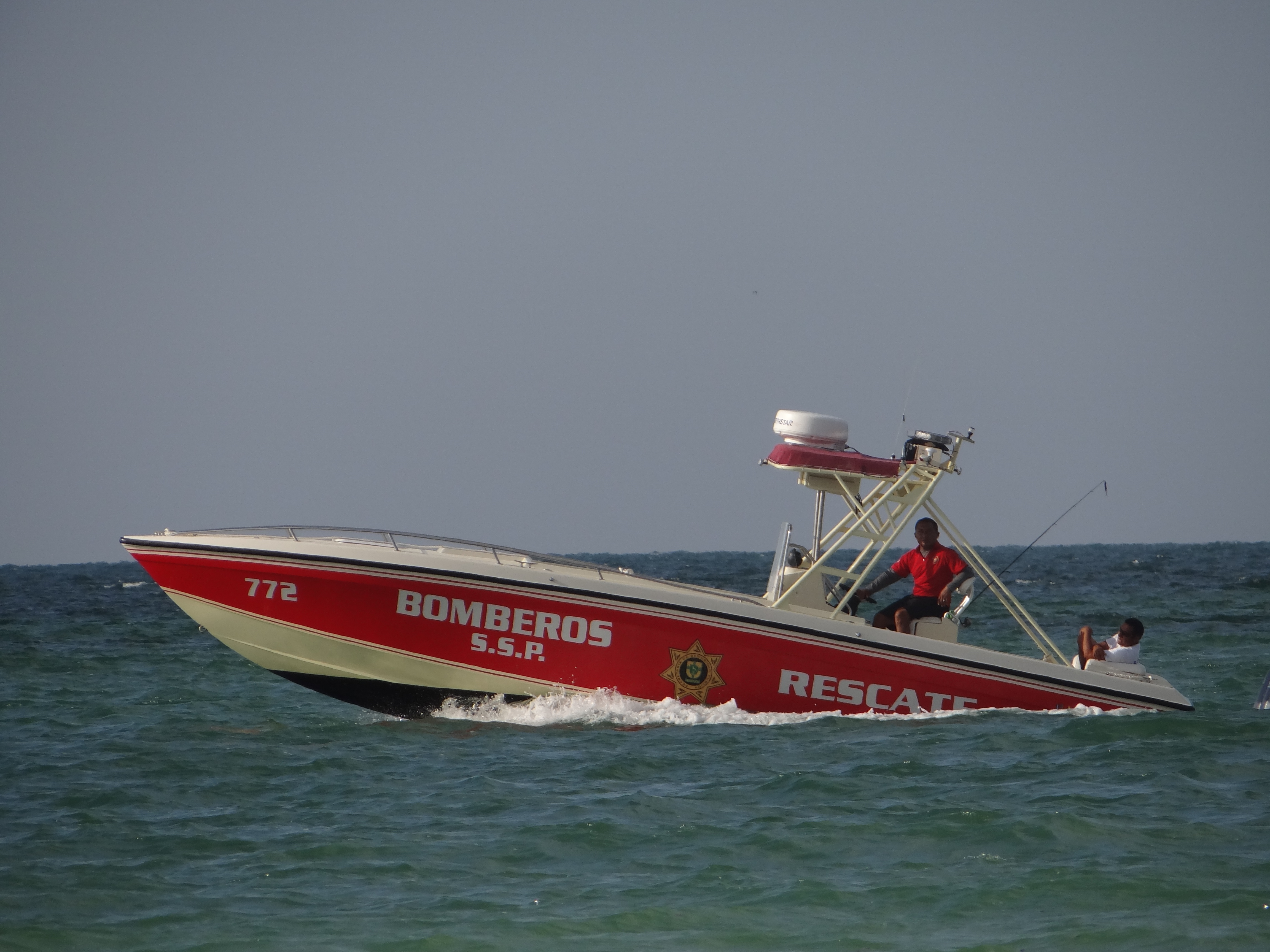
Grady&White
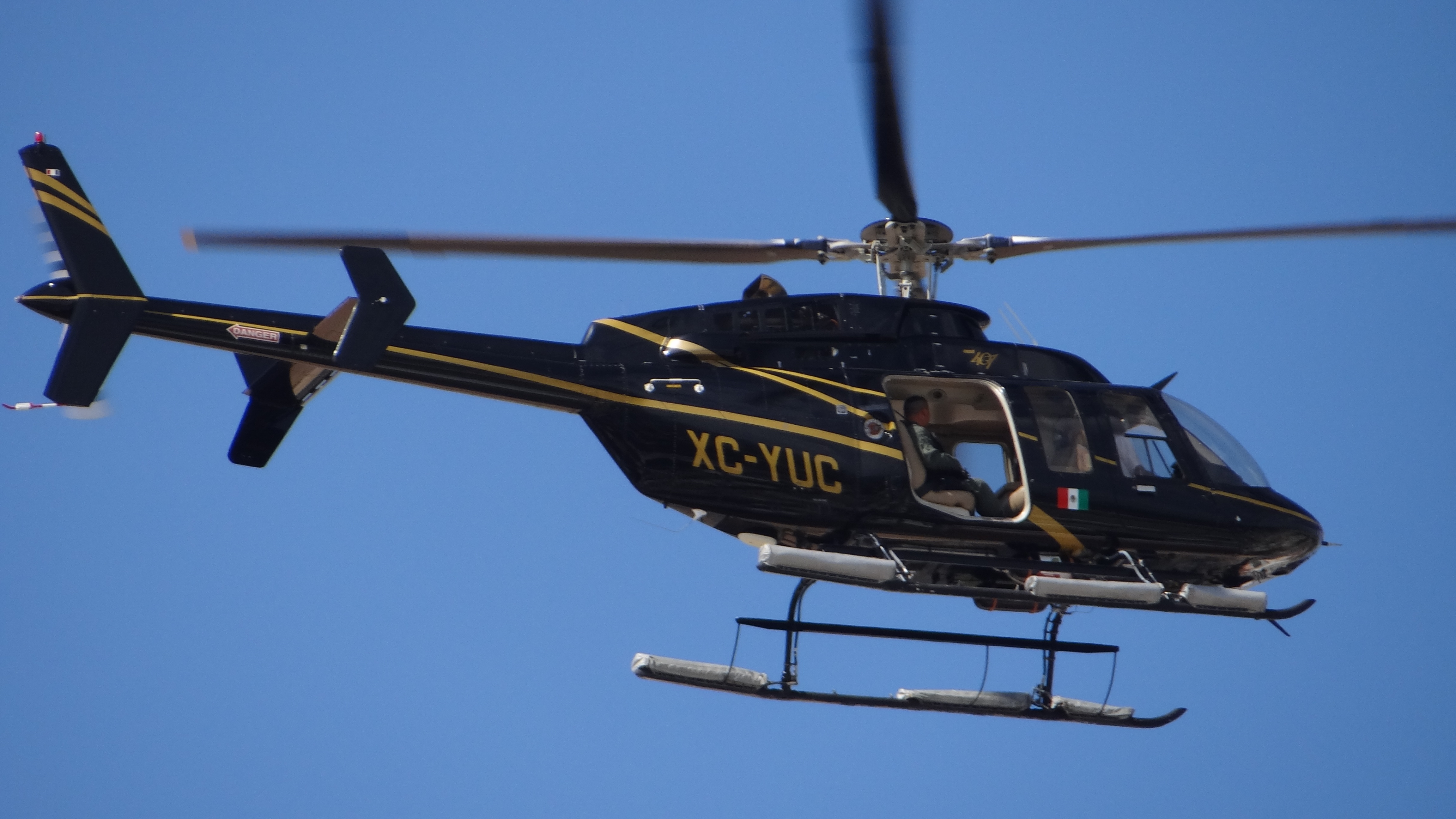
Bell 407

## Formación y capacitación
El personal de la policía estatal y de  las policías municipales del Estado se forman y capacitan en la Academia de Formación Policial, ubicado en el municipio de Umán, al sur de la ciudad de Mérida. La Academia de Formación Policial es un órgano desconcentrado de la Secretaría de Seguridad Pública, de conformidad con el Reglamento del Código de la Administración Pública del Estado de Yucatán en su artículo 186, fracción VIII, inciso A.

## Lista de los Secretarios de Seguridad Pública

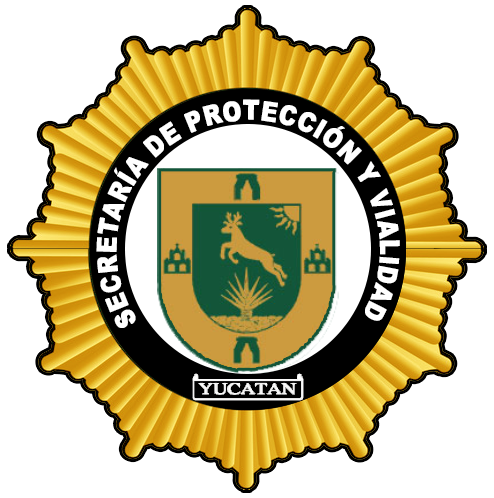
Escudo de la extinta Secretaría de Protección y Vialidad, organismo estatal centralizado que fue el antecesor a la actual Secretaría de Seguridad Pública, desde 1990 hasta el año 2007.

Esta es la lista de las personas que han sido titulares de la Secretaría de Seguridad Pública del estado de Yucatán. Hasta antes de 2007, se le conocía como Secretaría de Protección y Vialidad, y durante el siglo XX, se le conoció con otros nombres como Dirección de Protección y Vialidad, Departamento de Protección y Vialidad o Dirección General de Seguridad Pública y Tránsito.

### Secretaría de Seguridad Pública
| Número | Titular                  | Periodo en el cargo  | Gobernador(a) en turno | Periodo del gobernador                          | Notas  |
| ------ | ------------------------ | -------------------- | ---------------------- | ----------------------------------------------- | ------ |
| 1°     | Luis Felipe Saidén Ojeda | 2007 - (En el cargo) | Joaquín Díaz Mena      | 1 de octubre de 2024 - 30 de septiembre de 2030 | [ 16 ] |
| 1°     | Luis Felipe Saidén Ojeda | 2007 - (En el cargo) | Mauricio Vila Dosal    | 1 de octubre de 2018 - 30 de septiembre de 2024 | [ 17 ] |
| 1°     | Luis Felipe Saidén Ojeda | 2007 - (En el cargo) | Rolando Zapata Bello   | 1 de octubre de 2012 - 30 de septiembre de 2018 | [ 18 ] |
| 1°     | Luis Felipe Saidén Ojeda | 2007 - (En el cargo) | Ivonne Ortega Pacheco  | 1 de agosto de 2007 - 30 de septiembre de 2012  | [ 19 ] |

### Secretaría de Protección y Vialidad
| Número | Titular                       | Periodo en el cargo | Gobernador(a) en turno     | Periodo del gobernador                          | Notas  |
| ------ | ----------------------------- | ------------------- | -------------------------- | ----------------------------------------------- | ------ |
| 6°     | Francisco Javier Medina Torre | 2001 - 2007         | Patricio Patrón Laviada    | 1 de agosto de 2001 - 31 de julio de 2007       |        |
| 5°     | Luis Felipe Saidén Ojeda      | 1995 - 2001         | Víctor Cervera Pacheco     | 1 de agosto de 1995 - 31 de julio de 2001       |        |
| 4°     | Sin información               | 1994 - 1995         | Federico Granja Ricalde    | 1 de febrero de 1994 - 31 de julio de 1995      |        |
| 3°     | Sin información               | 1993 - 1995         | Ricardo Ávila Heredia      | 1 de diciembre de 1993 - 31 de enero de 1994    |        |
| 2°     | Federico Cuesy Adrián         | 1991 - 1993         | Dulce María Sauri Riancho  | 14 de febrero de 1991 - 30 de noviembre de 1993 | [ 20 ] |
| 1°     | Jorge Carlos Martínes Lugo    | ¿1990 - 1991?       | Víctor Manzanilla Schaffer | 1 de febrero de 1988 - 14 de febrero de 1991    | [ 21 ] |

### Dirección de Protección y Vialidad
| Número | Titular                     | Periodo en el cargo | Gobernador en turno        | Periodo del gobernador                       | Notas  |
| ------ | --------------------------- | ------------------- | -------------------------- | -------------------------------------------- | ------ |
| 2°     | Henry Boldo Osorio          | ¿1988 - 1990?       | Víctor Manzanilla Schaffer | 1 de febrero de 1988 - 14 de febrero de 1991 | [ 22 ] |
| 1°     | Miguel Ángel González López | 1984 - 1988         | Víctor Cervera Pacheco     | 16 de febrero de 1984 - 31 de enero de 1988  |        |

### Otros titulares (1984 hacia abajo)
| Titular                        | Periodo en el cargo | Gobernador en turno        | Periodo del gobernador                       | Notas         |
| ------------------------------ | ------------------- | -------------------------- | -------------------------------------------- | ------------- |
| Alfredo Navarro Zuluaga        | 1982 - 1984         | Graciliano Alpuche Pinzón  | 1 de febrero de 1982 - 16 de febrero de 1984 | [ 20 ] [ 23 ] |
| Raymundo Vargas Cruz           | 1976 - 1982         | Francisco Luna Kan         | 1 de febrero de 1976 - 31 de enero de 1982   | [ 20 ] [ 24 ] |
| Raúl Heriberto Rosado Villamil | 1974 - 1976         | Carlos Loret de Mola Mediz | 1 de febrero de 1970 - 31 de enero de 1976   |               |
| Jorge Martínez Lugo            | 1974                | Carlos Loret de Mola Mediz | 1 de febrero de 1970 - 31 de enero de 1976   |               |
| Rafael Solís Domínguez         | 1974                | Carlos Loret de Mola Mediz | 1 de febrero de 1970 - 31 de enero de 1976   |               |
| Jorge Farah Miguel             | 1974                | Carlos Loret de Mola Mediz | 1 de febrero de 1970 - 31 de enero de 1976   |               |
| José Felipe Gamboa y Gamboa    | 1973 - 1974         | Carlos Loret de Mola Mediz | 1 de febrero de 1970 - 31 de enero de 1976   | [ 25 ]        |
| Leopoldo Castro Gamboa         | 1970 - 1973         | Carlos Loret de Mola Mediz | 1 de febrero de 1970 - 31 de enero de 1976   | [ 25 ]        |
| Andrés Toledo Álvarez          | ¿1964 - 1970?       | Luis Torres Mesías         | 1 de febrero de 1964 - 31 de enero de 1970   | [ 26 ]        |